# کوجی شیما
کوجی شیما (انگلیسی: Koji Shima; ۱۶ فوریهٔ ۱۹۰۱ – ۱۰ سپتامبر ۱۹۸۶) کارگردان فیلم، بازیگر، فیلم‌نامه‌نویس اهل ژاپن بود.